# Fundación Cintas
La Fundación Cintas (anteriormente llamada Fundación Arte Cubano) es una organización sin fines de lucro dedicada a promover las artes y las humanidades de artistas cubanos. 

## Historia
Fue creada por Oscar Benjamín Cintas y Rodríguez, (1887-1957), un prominente magnate cubano del azúcar y los ferrocarriles que fue embajador en Estados Unidos entre 1932 y 1934. Comenzó una colección de antiguos maestros considerada entre las mejores de América Latina, que incluía autores como Rembrandt. Después de su muerte, se constituyó una fundación, que con la ayuda de David Rockefeller designó un consejo para llevar adelante los objetivos. Los primeros miembros incluían a Theodore Rousseau y A. Hyatt Mayor (comisarios del Museo Metropolitano de Arte) y Porter A. McCray (director del Programa Internacional del MoMA).
La Fundación cambió su nombre original (Cuban Art Foundation) en 1962 en honor a su fundador. El legado de Cintas fue puesto a disposición del desarrollo de artistas cubanos fuera de Cuba, promoviendo su desarrollo profesional y la continuidad de las tradiciones cubanas en el arte. Ha entregado más de 300 membresías y subsidios a artistas, escritores, compositores, arquitectos, muchos de los cuales han sido posteriormente reconocidos nacional e internacionalmente. Es la entidad más antigua en los Estados Unidos dedicada a apoyar cubanos emigrados. En la actualidad también otorga becas a artistas cubanos que viven en la isla de Cuba.
La Fundación Cintas tiene dos grandes colecciones de arte en Estados Unidos. La colección Fellows está compuesta por trabajos donados por los miembros en retribución de la beca Cintas. Es la más completa de arte cubano fuera de Cuba y está cedida en préstamo al MDC’s Museum of Art + Design.

## Premios
La Fundación Cintas otorga anualmente un premio para los artistas cubanos que residen fuera de Cuba. La membresía reconoce los logros creativos y colabora con el desarrollo de artistas en arquitectura, literatura, composición musical y artes visuales. Desde 2008 se entrega el premio a la trayectoria. Algunos de los anteriores artistas premiados incluyen a Oscar Hijuelos, Maria Irene Fornes, Andres Serrano, Andrés Duany, María Elena González, Lydia Rubio. Arturo Cuenca Sigarreta José Mijares Max Borges y Recio,  Ana Mendieta, Ramón Alberto Carulla Trujillo, Pablo Daniel Cano Fernández, Jesse A. Fernández, Emilio Falero, Vicente Dolpico Lerner, Hugo Consuegra Sosa, Fernando Díaz Domínguez, Juan Antonio Abréu Felippe, Ernesto Félix de la Vega Pujol, José Ramón Díaz Alejandro, Julio Larraz, Ricardo Viera, Arturo Cuenca Sigarreta, José Ignacio Bermúdez Vázquez, Juan Boza Sánchez, Jorge Martín (compositor), Cundo Bermúdez, José Mijares (artista), Luis Vega de Castro, Carmen Herrera.